# Ștefan Ilie (primar)
Ștefan Ilie (n. 30 iulie 1977) este primarul municipiului Tulcea. Și președintele PNL Tulcea. 

## Studii
- Universitatea „Ovidius” Constanța – Facultatea de Istorie și Științe Administrative, 2000;
- Universitatea Dunărea de Jos Galați – Facultatea de Științe Juridice, Sociale și Politice, 2012
- Colegiul Național ,,Spiru Haret" Tulcea

## Activitate profesională și politică
În perioada iulie 2004 – octombrie 2020, Ștefan Ilie a candidat la funcția de primar al comunei Luncavița, Tulcea, funcție pe care a dobândit-o, câștigând în total patru mandate ca primar al comunei.
În perioada 2010 – 2017, a fost președinte al filialei județene Tulcea a Asociației Comunelor din România.
În perioada 2012– 2020, a fost ofițer de presă și vicepreședinte al Asociației Comunelor din România;
Din 2015 și până în prezent, este membru supleant al Comitetului Regiunilor la Bruxelles, la al treilea mandat;
Din aprilie 2017, el este și președinte al filialei PNL Tulcea.
Din 30 octombrie 2020 și până în prezent, Ștefan Ilie este primar al Municipiului Tulcea.
Din 2021 și până în prezent, acesta este membru supleant al Comitetului Director al Asociației Municipiilor din România.